# Hans Ernst Otto Christian von Rohr
Hans Ernst Otto Christian von Rohr (* ca. 1726 in Mecklenburg; † 1778) war ein preußischer Oberst und Regimentschef des I. Stehenden Grenadier-Bataillons.

## Leben
Er war Angehöriger der mecklenburgischen Linie des märkischen Adelsgeschlechts von Rohr. 1744 trat er bei Infanterieregiment „von Preußen“ in die Preußische Armee ein. Im Jahre 1750 war er noch Fähnrich, avancierte jedoch bis zum Major, bevor ihm der König im Jahre 1771 das vakante Grenadierbataillon „von Carlowitz“ auftrug. Auf der Stelle avancierte er im Mai 1772 zum Oberstleutnant und schließlich am 23. Mai 1775 zum Oberst. Im Siebenjährigen Krieg konnte er sich verschiedentlich auszeichnen. Er starb ledig und ohne Kinder zu hinterlassen.